# Gran Premio de España de motociclismo de 2011
El Gran Premio de España de motociclismo de 2011 fue la segunda prueba del Campeonato del Mundo de Motociclismo de 2011. Tuvo lugar en el fin de semana del 1 al 3 de abril de 2011 en el Circuito Permanente de Jerez, situado en la ciudad andaluza de Jerez de la Frontera, España. La carrera de MotoGP fue ganada por Jorge Lorenzo, seguido de Dani Pedrosa y Nicky Hayden. Andrea Iannone ganó la prueba de Moto2, por delante de Thomas Lüthi y Simone Corsi. La carrera de 125cc fue ganada por Nicolás Terol, Jonas Folger fue segundo y Johann Zarco tercero.

## Resultados

### Resultados MotoGP
| Pos.    | N.º | Piloto           | Constructor | Vueltas | Tiempo    | Parrilla | Pts. |
| ------- | --- | ---------------- | ----------- | ------- | --------- | -------- | ---- |
| 1       | 1   | Jorge Lorenzo    | Yamaha      | 27      | 50:49.046 | 3        | 25   |
| 2       | 26  | Dani Pedrosa     | Honda       | 27      | +19.339   | 2        | 20   |
| 3       | 69  | Nicky Hayden     | Ducati      | 27      | +29.085   | 11       | 16   |
| 4       | 7   | Hiroshi Aoyama   | Honda       | 27      | +29.551   | 10       | 13   |
| 5       | 46  | Valentino Rossi  | Ducati      | 27      | +1:02.227 | 12       | 11   |
| 6       | 8   | Héctor Barberá   | Ducati      | 27      | +1:08.440 | 13       | 10   |
| 7       | 17  | Karel Abraham    | Ducati      | 27      | +1:14.120 | 16       | 9    |
| 8       | 35  | Cal Crutchlow    | Yamaha      | 27      | +1:19.110 | 9        | 8    |
| 9       | 24  | Toni Elías       | Honda       | 27      | +1:42.906 | 17       | 7    |
| 10      | 21  | John Hopkins     | Suzuki      | 27      | +1:48.395 | 14       | 6    |
| 11      | 65  | Loris Capirossi  | Ducati      | 27      | +1:51.876 | 15       | 5    |
| 12      | 4   | Andrea Dovizioso | Honda       | 26      | +1 vuelta | 6        | 4    |
| Ret     | 5   | Colin Edwards    | Yamaha      | 26      | Caída     | 8        |      |
| Ret     | 11  | Ben Spies        | Yamaha      | 24      | Caída     | 4        |      |
| Ret     | 14  | Randy de Puniet  | Ducati      | 16      | Retirado  | 7        |      |
| Ret     | 58  | Marco Simoncelli | Honda       | 11      | Caída     | 5        |      |
| Ret     | 27  | Casey Stoner     | Honda       | 7       | Colisión  | 1        |      |
| Fuente: |     |                  |             |         |           |          |      |

### Resultados Moto2
| Pos.    | N.º | Piloto              | Constructor | Vueltas | Tiempo     | Parrilla | Pts. |
| ------- | --- | ------------------- | ----------- | ------- | ---------- | -------- | ---- |
| 1       | 29  | Andrea Iannone      | Suter       | 26      | 49:56.423  | 11       | 25   |
| 2       | 12  | Thomas Lüthi        | Suter       | 26      | +7.850     | 3        | 20   |
| 3       | 3   | Simone Corsi        | FTR         | 26      | +12.625    | 18       | 16   |
| 4       | 38  | Bradley Smith       | Tech 3      | 26      | +15.355    | 5        | 13   |
| 5       | 65  | Stefan Bradl        | Kalex       | 26      | +17.850    | 1        | 11   |
| 6       | 60  | Julián Simón        | Suter       | 26      | +24.247    | 10       | 10   |
| 7       | 15  | Alex de Angelis     | MotoBi      | 26      | +27.991    | 6        | 9    |
| 8       | 49  | Kev Coghlan         | FTR         | 26      | +36.181    | 24       | 8    |
| 9       | 51  | Michele Pirro       | Moriwaki    | 26      | +36.775    | 7        | 7    |
| 10      | 76  | Max Neukirchner     | MZ-RE Honda | 26      | +41.407    | 36       | 6    |
| 11      | 13  | Anthony West        | MZ-RE Honda | 26      | +41.711    | 30       | 5    |
| 12      | 14  | Ratthapark Wilairot | FTR         | 26      | +41.870    | 31       | 4    |
| 13      | 75  | Mattia Pasini       | FTR         | 26      | +42.313    | 34       | 3    |
| 14      | 68  | Yonny Hernández     | FTR         | 26      | +45.384    | 22       | 2    |
| 15      | 34  | Esteve Rabat        | FTR         | 26      | +47.193    | 21       | 1    |
| 16      | 54  | Kenan Sofuoğlu      | Suter       | 26      | +47.204    | 12       |      |
| 17      | 36  | Mika Kallio         | Suter       | 26      | +47.316    | 14       |      |
| 18      | 21  | Javier Forés        | Suter       | 26      | +50.677    | 26       |      |
| 19      | 19  | Xavier Siméon       | Tech 3      | 26      | +57.958    | 32       |      |
| 20      | 44  | Pol Espargaró       | FTR         | 26      | +58.554    | 27       |      |
| 21      | 71  | Claudio Corti       | Suter       | 26      | +1:07.467  | 9        |      |
| 22      | 88  | Ricard Cardús       | Moriwaki    | 26      | +1:10.925  | 19       |      |
| 23      | 45  | Scott Redding       | Suter       | 26      | +1:16.149  | 13       |      |
| 24      | 40  | Aleix Espargaró     | Pons Kalex  | 26      | +1:19.512  | 8        |      |
| 25      | 35  | Raffaele De Rosa    | Moriwaki    | 26      | +1:22.459  | 33       |      |
| 26      | 63  | Mike Di Meglio      | Tech 3      | 26      | +1:26.753  | 29       |      |
| 27      | 4   | Randy Krummenacher  | Kalex       | 26      | +1:37.226  | 28       |      |
| 28      | 77  | Dominique Aegerter  | Suter       | 26      | +1:42.838  | 15       |      |
| 29      | 9   | Kenny Noyes         | FTR         | 26      | +1:54.532  | 25       |      |
| 30      | 53  | Valentin Debise     | FTR         | 26      | +1:57.120  | 17       |      |
| 31      | 64  | Santiago Hernández  | FTR         | 25      | +1 vuelta  | 37       |      |
| 32      | 97  | Steven Odendaal     | Suter       | 25      | +1 vuelta  | 38       |      |
| 33      | 95  | Mashel Al Naimi     | Moriwaki    | 23      | +3 vueltas | 39       |      |
| Ret     | 25  | Alex Baldolini      | Suter       | 12      | Retirado   | 23       |      |
| Ret     | 93  | Marc Márquez        | Suter       | 10      | Colisión   | 4        |      |
| Ret     | 16  | Jules Cluzel        | Suter       | 10      | Colisión   | 16       |      |
| Ret     | 72  | Yuki Takahashi      | Moriwaki    | 9       | Caída      | 2        |      |
| Ret     | 39  | Robertino Pietri    | Suter       | 4       | Caída      | 35       |      |
| Ret     | 99  | Łukasz Wargala      | Moriwaki    | 1       | Caída      | 40       |      |
| Ret     | 80  | Axel Pons           | Pons Kalex  | 0       | Retirado   | 20       |      |
| Fuente: |     |                     |             |         |            |          |      |

### Resultados 125cc
| Pos.    | N.º | Piloto               | Constructor | Vueltas | Tiempo          | Parrilla | Pts. |
| ------- | --- | -------------------- | ----------- | ------- | --------------- | -------- | ---- |
| 1       | 18  | Nicolás Terol        | Aprilia     | 23      | 44:50.646       | 2        | 25   |
| 2       | 94  | Jonas Folger         | Aprilia     | 23      | +17.446         | 7        | 20   |
| 3       | 5   | Johann Zarco         | Derbi       | 23      | +23.955         | 5        | 16   |
| 4       | 52  | Danny Kent           | Aprilia     | 23      | +32.883         | 9        | 13   |
| 5       | 17  | Taylor Mackenzie     | Aprilia     | 23      | +34.713         | 16       | 11   |
| 6       | 11  | Sandro Cortese       | Aprilia     | 23      | +51.515         | 1        | 10   |
| 7       | 84  | Jakub Kornfeil       | Aprilia     | 23      | +54.920         | 17       | 9    |
| 8       | 76  | Hiroki Ono           | KTM         | 23      | +1:00.164       | 21       | 8    |
| 9       | 7   | Efrén Vázquez        | Derbi       | 23      | +1:00.286       | 4        | 7    |
| 10      | 63  | Zulfahmi Khairuddin  | Derbi       | 23      | +1:00.399       | 18       | 6    |
| 11      | 55  | Héctor Faubel        | Aprilia     | 23      | +1:00.760       | 3        | 5    |
| 12      | 26  | Adrián Martín        | Aprilia     | 23      | +1:07.739       | 14       | 4    |
| 13      | 77  | Marcel Schrötter     | Mahindra    | 23      | +1:19.710       | 23       | 3    |
| 14      | 96  | Louis Rossi          | Aprilia     | 23      | +1:21.812       | 13       | 2    |
| 15      | 28  | Josep Rodríguez      | Aprilia     | 23      | +1:23.118       | 20       | 1    |
| 16      | 23  | Alberto Moncayo      | Aprilia     | 23      | +1:24.040       | 10       |      |
| 17      | 15  | Simone Grotzkyj      | Aprilia     | 23      | +1:30.610       | 22       |      |
| 18      | 21  | Harry Stafford       | Aprilia     | 23      | +1:30.952       | 27       |      |
| 19      | 19  | Alessandro Tonucci   | Aprilia     | 23      | +1:55.354       | 26       |      |
| 20      | 3   | Luigi Morciano       | Aprilia     | 22      | +1 vuelta       | 25       |      |
| 21      | 34  | Daniel Ruiz          | Honda       | 22      | +1 vuelta       | 31       |      |
| 22      | 12  | Daniel Kartheininger | KTM         | 22      | +1 vuelta       | 29       |      |
| 23      | 36  | Joan Perelló         | Aprilia     | 22      | +1 vuelta       | 30       |      |
| 24      | 86  | Kevin Hanus          | Honda       | 21      | +2 vueltas      | 32       |      |
| Ret     | 25  | Maverick Viñales     | Aprilia     | 15      | Retirado        | 12       |      |
| Ret     | 33  | Sergio Gadea         | Aprilia     | 15      | Caída           | 11       |      |
| Ret     | 53  | Jasper Iwema         | Aprilia     | 15      | Retirado        | 15       |      |
| Ret     | 43  | Francesco Mauriello  | Aprilia     | 13      | Caída           | 33       |      |
| Ret     | 99  | Danny Webb           | Mahindra    | 10      | Caída           | 19       |      |
| Ret     | 39  | Luis Salom           | Aprilia     | 9       | Caída           | 6        |      |
| Ret     | 30  | Giulian Pedone       | Aprilia     | 8       | Retirado        | 28       |      |
| Ret     | 44  | Miguel Oliveira      | Aprilia     | 5       | Caída           | 8        |      |
| Ret     | 31  | Niklas Ajo           | Aprilia     | 2       | Caída           | 24       |      |
| DNQ     | 69  | Sarath Kumar         | Aprilia     |         | No se clasificó |          |      |
| Fuente: |     |                      |             |         |                 |          |      |